# Lophochernes obtusecarinatus
Lophochernes obtusecarinatus är en spindeldjursart som beskrevs av Beier 1951. Lophochernes obtusecarinatus ingår i släktet Lophochernes och familjen tvåögonklokrypare. Inga underarter finns listade i Catalogue of Life.